# Hector Munro Chadwick

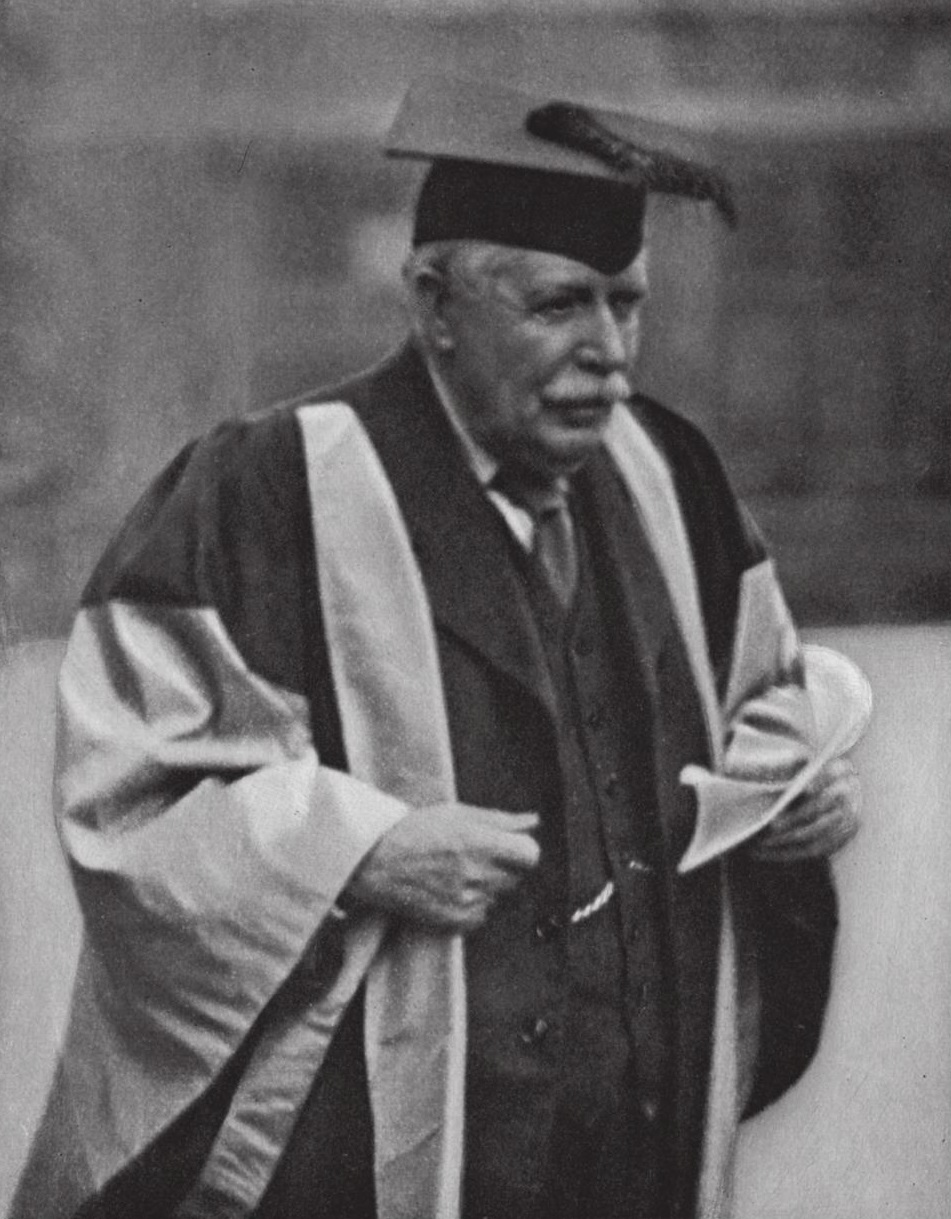
Hector Munro Chadwick

Hector Munro Chadwick (* 22. Oktober 1870 in Thornhill, West Yorkshire; † 2. Januar 1947 in  Cambridge) war ein britischer anglistischer Mediävist und Historiker. Er war von 1912 bis 1941 Professor für ältere englische Sprache und Literatur an der Universität Cambridge.

## Leben
Chadwick forscherischer Schwerpunkt war die vergleichende Literatur und Kulturwissenschaft der Indoeuropäischen Völker und ausgewählte weitere Kulturen. Insbesondere der Vergleich und Forschung zur europäischen und besonders zu der germanischen Heldensage. Seine grundlegenden Erkenntnisse zu einer Feststellung eines Heldenalters („Heroic Age“), und der ihm nachfolgenden Forschung von Cecil Maurice Bowra zu mündlichen Überlieferungstraditionen („Oral formulaic Poetry“) von narrativen Mustern in der Sage bis zur schriftlichen Abfassung, ist eine Basis der modernen Heldensagenforschung. Des Weiteren trug er in England wissenschaftsdidaktisch dazu bei, die Studiengänge und Erforschung der altenglischen Sprache, Literatur und Kultur integral orientiert auszurichten.
1925 wurde er Mitglied (Fellow) der British Academy.
Chadwick war mit der Philologin Nora Kershaw Chadwick verheiratet, mit der er auch gemeinsam publizierte.

## Schriften
- Studies in Anglo-Saxon Institutions. Cambridge University Press, Cambridge 1905.
- The Origin of the English Nation. Cambridge University Press, Cambridge 1907; Textarchiv – Internet Archive.
- The Heroic Age. (Cambridge Archaeological and Ethnological Series) Cambridge University Press, Cambridge 1912; Textarchiv – Internet Archive.
- mit Nora Kershaw Chadwick: The Growth of Literature. 3 Bände. Cambridge University Press, Cambridge u. a. 1932–1940;
  - Band 1: The Ancient Literatures of Europe. 1932;
  - Band 2: Russian Oral Literatur. Yugoslav Oral Poetry. Early Indian Literature. Early Hebrew Literature. 1936;
  - Band 3: The Oral Literature of the Tatars. The Oral Literature of Polynesia. A Note on the Oral Literature of the Iban or the Sea Dyaks of North Borneo. Notes on the Oral Literature of some African Peoples. A General Survey. 1940.
- The Study of Anglo-Saxon. Heffer, Cambridge 1941.
- The Nationalities of Europe and the Growth of National Ideologies. Cambridge University Press, Cambridge 1945.
- Early Scotland. The Picts the Scots & the Welsh of Southern Scotland. Cambridge University Press, Cambridge 1949.